# Station Martres-Tolosane
Station Martres-Tolosane is een spoorwegstation in de Franse gemeente Martres-Tolosane.